# Henriette Goldschmidt
Henriette Goldschmidt (ur. 23 listopada 1825 w Krotoszynie, zm. 20 stycznia 1920 w Lipsku) – niemiecka feministka żydowskiego pochodzenia, pedagożka i pracownica socjalna, jedna z założycielek Niemieckiego Stowarzyszenia Kobiet (niem. Allgemeiner Deutscher Frauenverein). Pracowała nad poprawą praw kobiet w dostępie do edukacji i zatrudnienia. Założyła Towarzystwo Edukacji Rodzinnej i Opieki Społecznej Ludu (niem. Verein fuer Familienerziehung und Volkswohl) oraz pierwszą w Niemczech szkołę oferującą wyższe wykształcenie kobietom.

## Życiorys

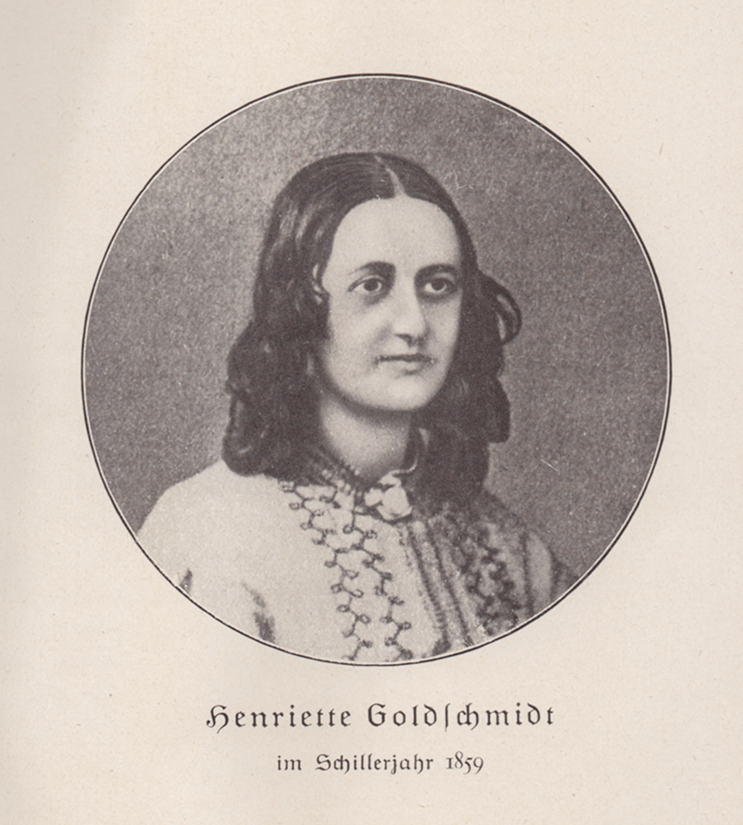
Henriette Goldschmidt ok. 1859

Henriette Benas urodziła się jako córka Ewy z domu Laski i żydowskiego kupca Levina Benasa. Matka zmarła, gdy Henriette miała pięć lat, a ojciec ożenił się z analfabetką, która nie zajmowała się Henriette. W wieku 14 lat ukończyła Höhere Töchterschule. Edukacja ograniczała się do przedmiotów, których uczyły się kobiety, by być dobrymi gospodyniami domowymi. Wykształcenie Henriette uzupełniała lekturą niemieckich klasyków i gazety „Breslauer Zeitung”, co rozbudziło jej zainteresowanie polityką. W 1853 Benas poślubiła swojego kuzyna, Abrahama Meira Goldschmidta, wdowca z trzema synami, który był rabinem warszawskiej kongregacji niemiecko-żydowskiej. Pięć lat później jej mąż został mianowany następcą Adolfa Jellinka na rabina Lipska i rodzina przeprowadziła się.

Goldschmidt utożsamiała przeprowadzkę do uniwersyteckiego Lipska z przebudzeniem się do wolności. Szybko związała się ze społecznością niemiecko-żydowską i zetknęła się z ideami Friedricha Fröbla, twórcy systemu edukacji przedszkolnej wczesnodziecięcej. Zachęcona przez męża do rozwijania swoich zainteresowań edukacyjnych, studiowała samodzielnie historię, literaturę, pedagogikę i filozofię. W 1865 z Louise Otto-Peters i Auguste Schmidt zorganizowała konferencję niemieckich kobiet i założyła Niemieckie Stowarzyszenie Kobiet (niem. Allgemeiner Deutscher Frauenverein) zajmujące się pracą na rzecz poprawy życia kobiet. Goldschmidt początkowo wahała się, czy zostać członkinią zarządu, ponieważ ówczesne przepisy prawne zabraniały kobietom głosowania w organizacjach wolontariackich, ale za namową męża zdecydowała się. W latach 1867–1906 pełniła funkcję członkini zarządu i wygłaszała wiele wykładów dla organizacji.

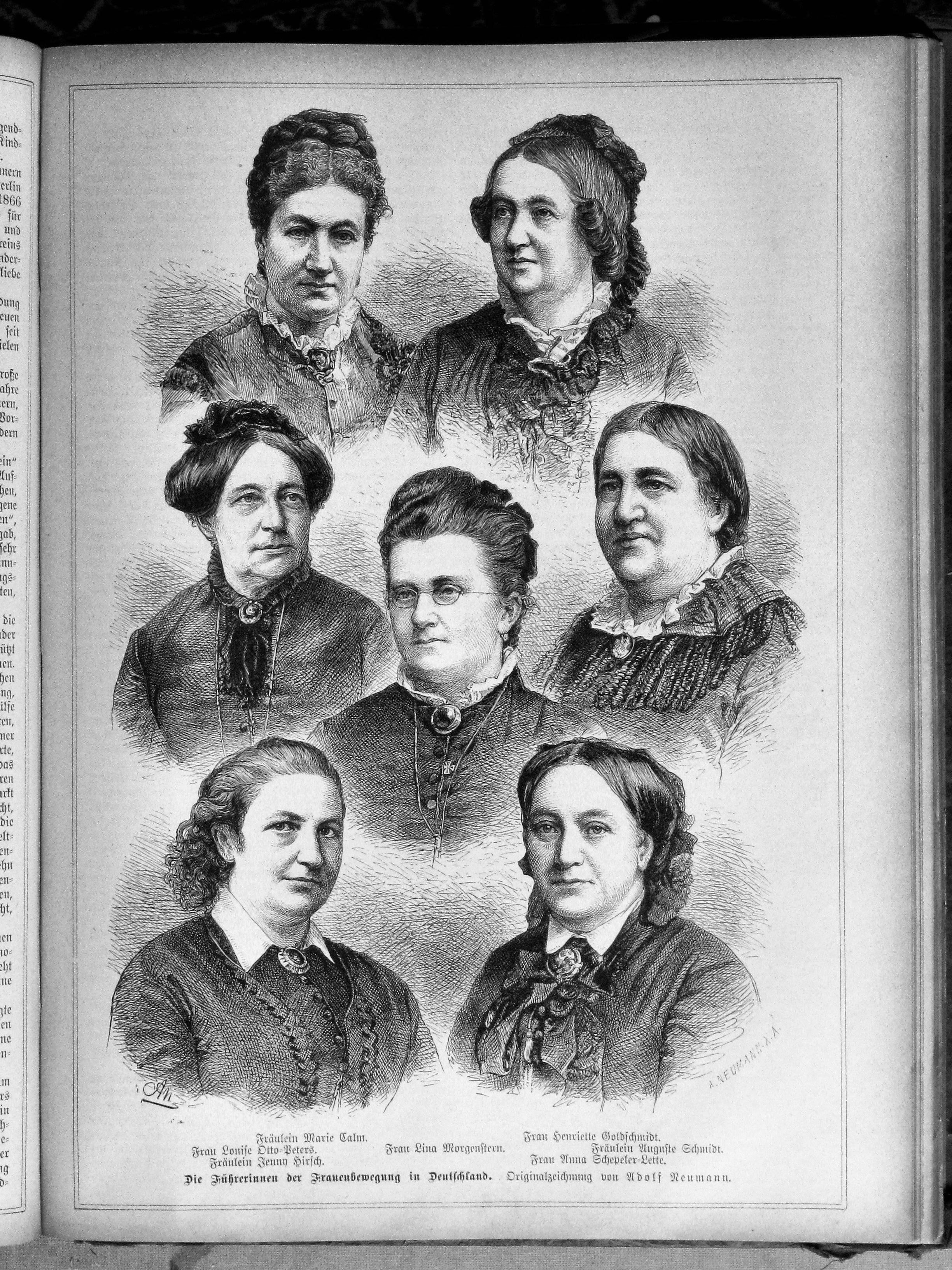
Liderki niemieckiego ruchu feministycznego w 1883, Henriette Goldschmidt u góry po prawej

W 1867 Goldschmidt zorganizowała zbiórki petycji do Reichstagu w celu poparcia praw kobiet do dostępu do edukacji i zatrudnienia. Była sygnatariuszką petycji o ochronę dzieci z nieprawego łoża. Zaproponowała również, aby kobiety aktywnie działały w lokalnych społecznościach. W następnym roku zaproponowała obowiązkową inicjatywę pomocy społecznej, w ramach której kobiety miałyby przez rok pracować socjalnie. W 1871 Goldschmidt założyła Towarzystwo Edukacji Rodzinnej i Opieki Ludowej (niem. Verein fuer Familienerziehung und Volkswohl), by przeszkolić nauczycieli przedszkolnych w posługiwaniu się metodą Fröbla. Przez ponad 40 lat pełniła funkcję prezeski organizacji. W 1872 organizacja sponsorowała seminaria dydaktyczne dla rosnącej liczby zwolenników i otworzyła przedszkole publiczne. W 1878 Goldschmidt zorganizowała Wyższą Szkołę dla Pań (niem. Lyzeum für Damen), gdzie wykłady dla studentów prowadzili profesorowie Uniwersytetu w Lipsku. Ponieważ kobiety nie mogły uczęszczać na zajęcia na uniwersytecie, a tylko kilka szkół prywatnych oferowało im wykształcenie, na wykłady przyszły setki kobiet. Zajęcia dały im szansę nie tylko na wykształcenie, ale i późniejsze zatrudnienie jako nauczycielki.

W 1889 gmina żydowska zorganizowała zbiórkę darowizn i zakupiła dom na działalność Towarzystwa Edukacji Rodzinnej i Opieki Ludowej. Mieścił się przy Weststraße 16 (później Friedrich-Ebert-Straße). Po śmierci męża Golschmidt stał się nie tylko domem, ale także ośrodkiem edukacji kobiet sponsorującym kursy i wykłady edukacyjne oraz imprezy kulturalne i społeczne. Również członkowie i członkinie stowarzyszenia mogli tu mieszkać. W 1898 Goldschmidt i Auguste Schmidt przygotowały petycję w imieniu Niemieckiego Związku Kobiet o ustanowienie metody wychowawczej Fröbla jako oficjalnego miejskiego i państwowego systemu edukacyjnego. W petycji poproszono o objęcie przedszkoli standaryzacją i nadzorem państwowym, z obowiązkowym włączeniem do systemu wszystkich dzieci. Działaczki spotkały się ze sprzeciwem ze strony tych, którzy postrzegali przymusową edukację jako wypierającą prawa rodzinne do wychowania dzieci i oskarżali kobiety o próby zniszczenia rodziny. Byli też tacy, którzy postrzegali proponowane przez Goldschmidt rozwiązania jako środek do przymusowego mieszania dzieci z różnych klas społecznych. Chociaż Goldschmidt broniła swojego planu, publikując odpowiedź dla swoich krytyków pt. Ist der Kindergarten eine Erziehungsoder Zwangsanstalt? (Czy przedszkole jest placówką edukacyjną, czy przymusową?), w 1901 projekt upadł.

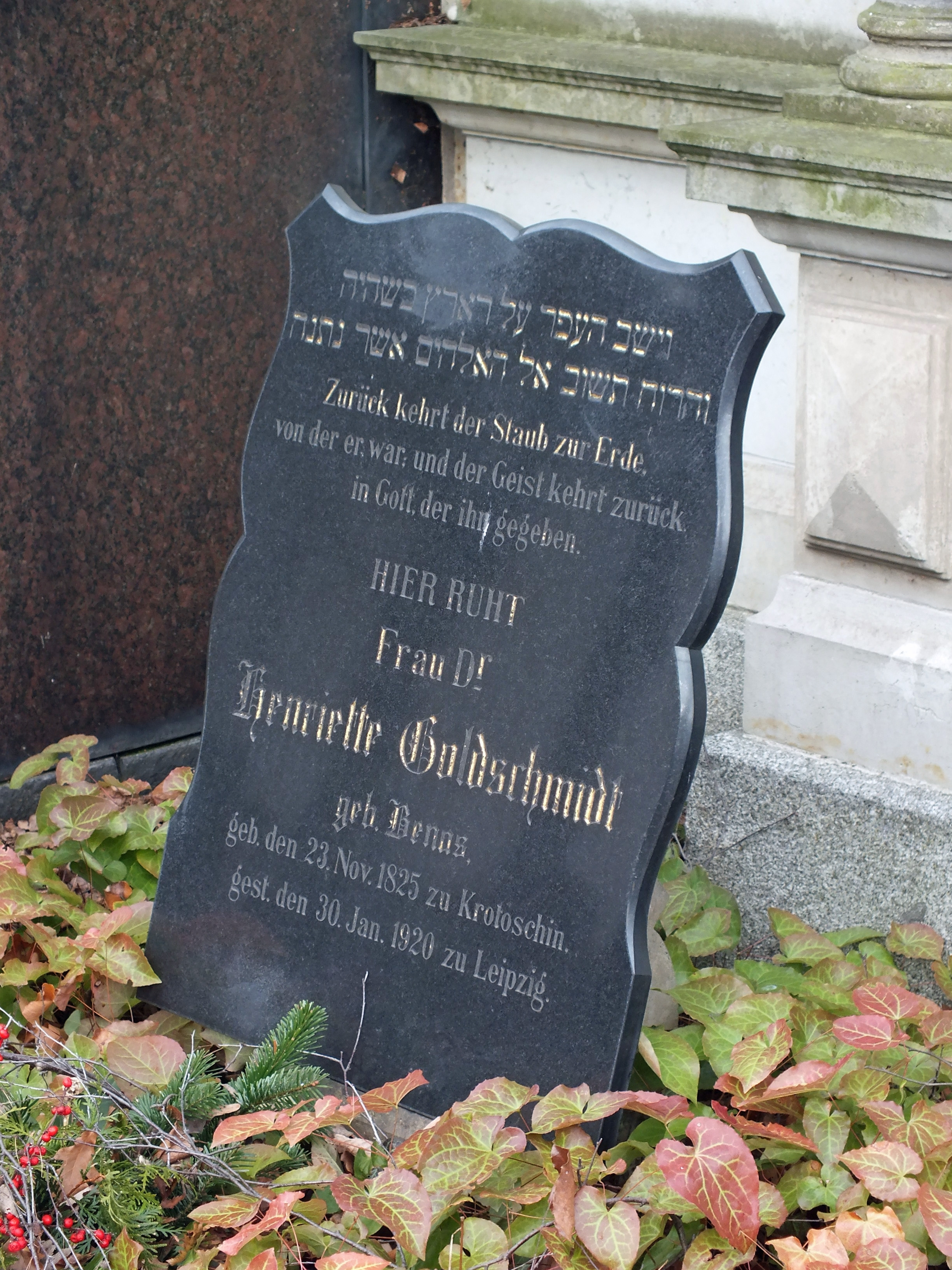
Nagrobek Henriette Goldschmidt na Starym Cmentarzu Żydowskim w Lipsku

Goldschmidt kontynuowała publikowanie i wygłaszanie przemówień na temat potrzeby przedszkoli i edukacji kobiet. W 1906 kobietom w Niemczech pozwolono uczęszczać na studia. Goldschmidt uważała, że naturalnym powołaniem kobiety jest przekształcenie społeczeństwa poprzez zaangażowanie w kulturę. W 1911 Goldschmidt założyła pierwszą w Niemczech instytucję oferującą wyższe wykształcenie specjalnie dla kobiet. Wyższa Szkoła dla Pań w Lipsku (niem. Hochschule für Frauen zu Leipzig) oferowała zajęcia dla kobiet, których celem było nauczenie kobiet uczestnictwa w życiu intelektualnym, przygotowanie do odnoszenia sukcesów jako matki i nauczycielki, a także wyrobienie wrażliwości na potrzeby społeczności lokalnych oraz umiejętności wykonywania prac charytatywnych na ich rzecz. Po raz kolejny Goldschmidt wykorzystała profesorów z Uniwersytetu w Lipsku. W latach 1911–1913 nauczała w szkole wraz z Agnes Gosche. Po semestrze 1916–1917 Goldschmidt przeszła na emeryturę i przekazała prowadzenie szkoły saksońskiemu Ministerstwu Kultu i Oświaty Publicznej. Goldschmidt została pochowana na Starym Cmentarzu Żydowskim w Lipsku.

## Upamiętnienie
W 1921 na jej cześć zmieniono nazwę siedziby Towarzystwa Wychowania Rodziny i Opieki Ludowej na Dom Henriette Goldschmidt. W tym samym roku towarzystwo zostało rozwiązane i połączone z Fundacją Henri Hinrichsena. W nazistowskich Niemczech szkoła pozbyła się powiązań z żydowską założycielką i późniejszym dyrektorem Hinrichsenem, zabraniając także przyjmowania do placówki żydowskich dziewcząt. Wraz z powstaniem Niemiec Wschodnich szkoła została nazwana imieniem Henriette Goldschmidt i służyła jako szkoła pedagogiczna dla nauczycieli przedszkolnych. W 1992 placówka, obecnie nazywana Szkołą Zawodową im. Henriette-Goldschmidt, stała się instytucją szkolenia technicznego dla pracy socjalnej i kształcenia specjalnego. W 1999 władze miasta Lipsk, pomimo protestów, zburzyły Dom Henriette Goldschmidt w celu rozbudowy drogi, która nigdy nie powstała.
W Lipsku znajdują się dwie tablice honorujące Goldschmidt. Jedna powstała w 1986 przy wejściu do szkoły Henriette Goldschmidt. Czytamy na niej: Tutaj w 1911 roku otwarto Akademię Kobiet, zainicjowaną i wspieraną przez działaczkę na rzecz praw kobiet i edukatorkę Fröbla Henriette Goldschmidt (1825–1920), finansowo możliwą dzięki dr Henri Hinrichsen (1868–1942). Druga tablica na cześć Goldschmidt została w 1996 umieszczona na domu przy Spittastraße 7. Zaznaczono w ten sposób lokalizację pierwszego przedszkola dla dzieci w Lipsku. Popiersie z podobizną Goldschmidt zostało odlane w 2001 z okazji 90-lecia szkoły. Oryginał znajduje się w Muzeum Sztuk Pięknych w Lipsku, a replika stoi na steli w szkole jej imienia. Na steli jest tabliczka podobna do tej usuniętej przez nazistów, z napisem Dla szlachetnych dążeń Niemek.

## Wybrane prace
- Goldschmidt, Henriette (1868). Vortrag von zum 25 jährigen Schriftstellerjubiläum der Frau L. Otto-Peters, etc. Frauenbildungs-Verein zu Leipzig, Germany. OCLC 559031378.
- Goldschmidt, Henriette (6 April 1870). Die Frauenfrage eine Culturfrage. Frauenbildungs-Verein zu Leipzig, Germany. OCLC 68902008.
- Goldschmidt, Henriette (3 March 1871). Die Frau im Zusammenhang mit dem Volks- und Staatsleben. Frauenbildungs-Verein zu Cassel, Germany: Amelang. OCLC 610117786.
- Goldschmidt, Henriette (1872). Der Kindergarten in seiner Bedeutung für die Erziehung des weiblichen Geschlechts Vortrag gehalten am 15 Januar 1872 in Leipzig im Verein für Familien- und Volkserziehung. Leipzig, Germany: Sturm und Koppe. OCLC 179711254.
- Goldschmidt, Henriette (8 December 1873). Einfluss der Frau in Familie und Gesellschaft. Verein für Familien und Volks-Erziehung zu Leipzig, Germany: Fischer. OCLC 610117755.
- Goldschmidt, Henriette (1874). Die Stellung der Kindergartenschule: in dem Organismus des Fortbildungsunterrichts für die weibliche Jugend: Vortrag gehalten im Verein für Familien- und Volkserziehung zu Leipzig am 17 November 1874. Leipzig, Germany: Commission der Serig'schen Buchhandlung. OCLC 45566846.
- Goldschmidt, Henriette (27 September 1877). Die Frauenfrage innerhalb der modernen Culturentwickelung. Eröffnung des Frauentages zu Hannover, Germany: Kniep. OCLC 819215505.
- Goldschmidt, Henriette (1882). Ideen über weibliche Erziehung im Zusammenhange mit dem System Friedrich Fröbels; sechs Vorträge. Leipzig, Germany: Reißner. OCLC 632790861.
- Goldschmidt, Henriette (1896). Festschrift zum fünfundzwanzigjährigen Jubiläum. Leipzig, Germany: Verein für Familien- und Volkserziehung. OCLC 255707743.
- Goldschmidt, Henriette; von Marenholtz-Bülow, Bertha (1896). Bertha von Marenholtz-Bülow: ihr Leben und Wirken im Dienste der Erziehungslehre Friedrich Fröbels. Hamburg, Germany: Verlagsanstalt und Druckerei Actien-Gesellschaft. OCLC 252401405.
- Goldschmidt, Henriette (24 May 1899). Das Erziehungswerk Friedrich Fröbels. Blankenburg Rathaussaale zu Thuringia, Germany: Kahle. OCLC 179989971.
- Goldschmidt, Henriette (1901). Ist der Kindergarten eine Erziehungs–oder Zwangsanstalt? Zur Abwehr und Erwiderung auf Herrn K.O. Beetr's Kindergartenzwang! Ein Weck und Mahnruf an Deutschlands Eltern und Lehrer. Wiesbaden, Germany: Emil Behrend. OCLC 163028695.
- Goldschmidt, Henriette (1909). Was ich von Fröbel lernte und lehrte Versuch einer kulturgeschichtlichen Begründung der Fröbel'schen Erziehungslehre. Leipzig, Germany: Akademische Verlagsgesellschaft. OCLC 174398262.
- Goldschmidt, Henriette (1911). Vom Kindergarten zur Hochschule für Frauen: Verein für Familien- und Volkserziehung, Leipzig. 1871; eine Denkschrift. Leipzig, Germany: Verein. OCLC 250742377.

- Goldschmidt, Henriette (1918). Vom Kindergarten zur Hochschule für Frauen ein Rückblick auf die Anfänge der deutschen Frauenbewegung und das Erziehungswerk Friedrich Fröbels. Leipzig, Germany: Quelle & Meyer. OCLC 179950020.